# 雨花石

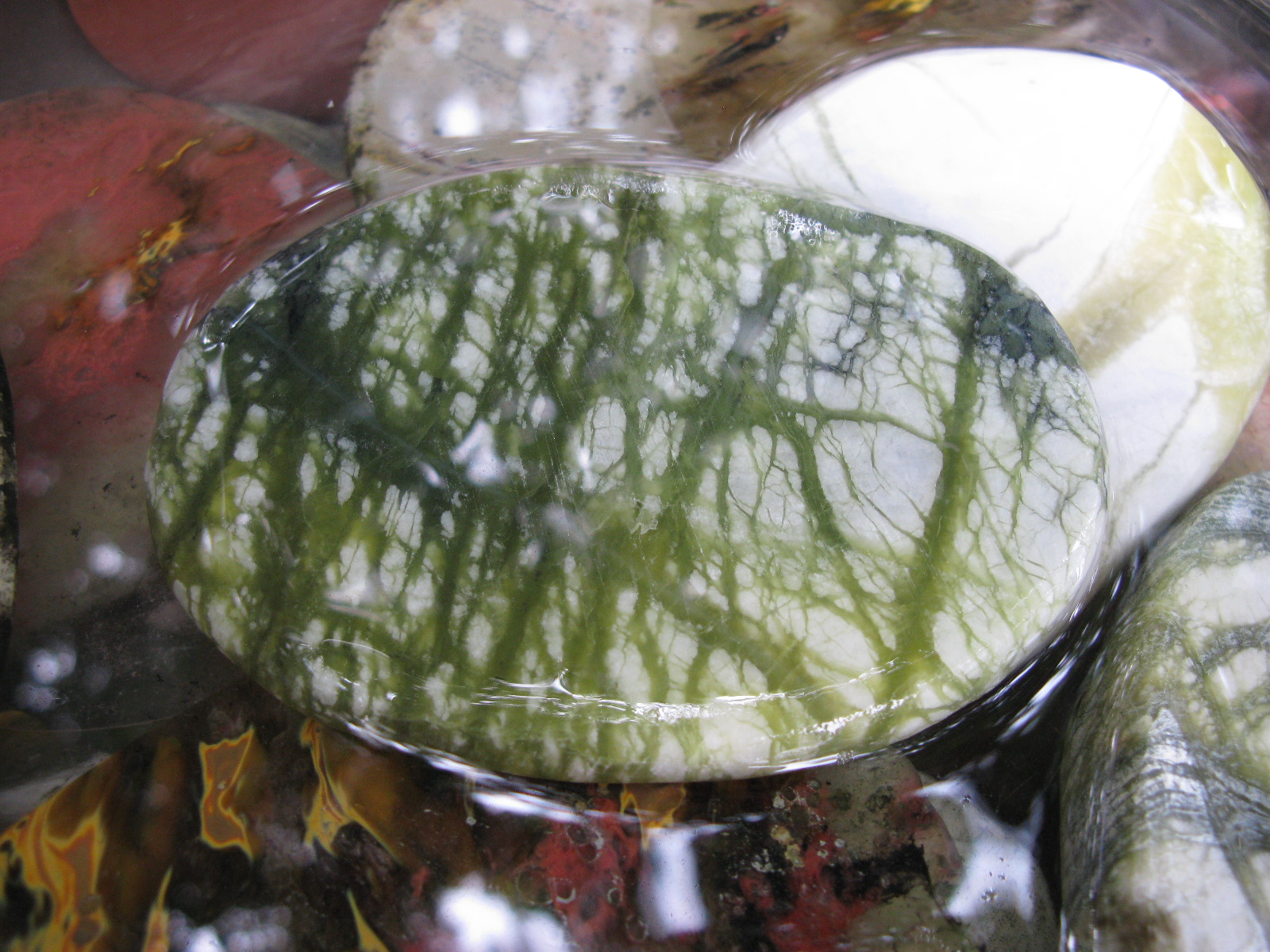
雨花石

雨花石是一种天然玛瑙石，也称文石、观赏石、幸运石。雨花石的形成经过了原生形成、次生搬运和沉积砾石层这三个复杂而漫长的阶段。通常认为雨花石产自雨花台一带，事实上雨花石主要出产于江苏省南京市六合区以及仪征市月塘一带。雨花石为当地开采砂矿的附属物，故而有“一吨黄沙四两石”之说。 该地所产雨花石之质、形、纹、色、呈象、意境六美兼备，被誉为“天赐国宝，中华一绝”。
天然的雨花石（毛石）由于表面粗糙，要放入水中才能充分显示其光彩。也有进一步人工抛光，不入水即光亮鲜艳。
雨花石中，质地透明或半透明的被称为“细石”或“活石”；不透明的称为“粗石”、“砀石”或“死石”。
考古研究者在北阴阳营遗址现场发掘出76粒“花石子”，并且发现其与雨花石无异，一些人认为在北阴阳营文化时此地的居民赏玩雨花石。